# Dobra (Jaworzno)
Dobra – nieoficjalna część oraz dzielnica Jaworzna, w województwie śląskim, w południowej Polsce. Położona jest w północnej części miasta. Dzielnica posiada głównie zabudowę jednorodzinną i rolniczą. Dawniej przysiółek, włączony w granice Jaworzna w XX w.
Graniczy z dzielnicą Wilkoszyn na południu, na wschodzie z Ciężkowicami, na północy z dzielnicami Szczakowa oraz Pieczyska, na zachodzie ze Śródmieściem i Niedzieliskami. Dzielnicę otaczają lasy i łąki.

## Historia
W latach 1934–1954 Dobra była przysiółkiem w zachodniej części gromady Ciężkowice w gminie Szczakowa  w powiecie chrzanowskim w woj. krakowskim.
Podczas II wojny światowej włączone do III Rzeszy. Po wojnie ponownie w gminie Szczakowa.
W związku z reformą znoszącą gminy jesienią 1954 roku, dotychczasowa gromada Ciężkowice utworzyła nową gromadę Ciężkowice, oprócz Pieczysk i Dobrej, które 6 października 1954 roku włączono do miasta Szczakowa.
20 marca 1956 Szczakową wraz z jej częściami składowymi łącznie (a więc m.in. Dobrą) włączono do Jaworzna).

## Ważniejsze obiekty
- Cmentarz Szczakowski

## Ulice
- Jaworowa (główna)
- Podlesie
- Zagrody
- Wolności